# Берека Олег Миколайович
Олег Миколайович Берека (14 вересня 1966, Шостка — 30 січня 2015, Київ) — український науковець у галузі використання електричних полів високої напруги для обробки гетерогенних сумішей та рідин. За його участі забезпечено впровадження у виробництво декількох зразків електротехнічних і електротехнологічних засобів; реконструйовано приміщення «Центру з обслуговування та ремонту електрообладнання» в Агрономічній дослідній станції; впроваджено декілька систем електроживлення з поновлюваними джерелами енергії в університеті.

## Біографія
Народився 14 вересня 1966 року. У 1988 р. успішно закінчив факультет електрифікації та автоматизації сільського господарства Української сільськогосподарської академії. Учень професора Григорія Кістеня.
З 1990 року працював в університеті на кафедрі електроприводу та електротехнологій (тоді — кафедра застосування електроенергії в сільському господарстві). В 2001 р. захистив кандидатську дисертацію, присвячену енергозберігаючим технологіям в птахівництві. Згодом захистив докторську дисертацію та в 2012 році отримав вчене звання професора.
З 2004 по 2010 рр. очолював проектно-конструкторське бюро університету. З 2011 по 2014 рр. працював директором НДІ електроенергетичних систем. З вересня 2014 року працював завідувачем кафедри електроприводу та електротехнологій.
Передчасно помер 30.01.2015 р.

## Наукова робота
У науковому доробку Олега Миколайовича Береки більше 120 наукових публікацій та 11 патентів на винахід України. Він знаний вчений у галузі використання електричних полів високої напруги для обробки гетерогенних сумішей та рідин.

### Публікації

#### Статті
1. Берека О. М. Пророщування пивоварного ячменю в електростатичному полі високої напруги / О. М. Берека, Л. С. Червінський, М. П. Салата // Електрифікація та автоматизація сільського господарства. Науково. — виробничий журнал. — 2003. — № 2. — С. 9 — 12.
2. Берека О. М. Температурна камера для пророщування ячменю на базі термоелектричного холодильника / О. М. Берека, Л. С. Червінський, М. П. Салата // Електрифікація та автоматизація сільського господарства. Науково — виробничий журнал. — 2003. — № 3. — С. 26 — 29.
3. Вплив температури на електричні властивості зернової маси ячменя пивоварного / О. М. Берека, Л. С. Червінський, М. П. Салата [та ін.] // Праці Таврійської державної агротехнічної академії. — 2004. — Вип. 24. С. 143—147.
4. Вплив обробки в полі коронного розряду на результати пророщування пивоварного ячменю / О. М. Берека, Л. С. Червінський, М. П. Салата, І. П. Назаренко // Праці Таврійської державної агротехнічної академії. — 2004. — Вип. 17. — С. 30 — 33.
5. Берека О. М. О биологической эквивалентности источников излучения / О. М. Берека, А. А. Квицинський // Науковий вісник Національного аграрного університету. — 2002. — Вип. 49. — С. 7 — 9.
6. Використання термоелектричного холодильника в якості термокамери / О. М. Берека, Л. С. Червінський, М. П. Салата, І. П. Назаренко // Праці Таврійської державної агротехнічної академії. — 2005. — Вип. 33. — С. 164—169.
7. Застосування озону в сільському господарстві / О. М. Берека, Л. С. Червінський, М. П. Салата, І. П. Назаренко // Праці Таврійської державної агротехнічної академії. — 2006. — Вип. 42. — С. 32 — 37.
8. Дослідження впливу електростатичного поля високої напруги та іскрового розряду на рН і ОВП води / О. М. Берека, Л. С. Червінський, М. П. Салата, С. М. Усенко // Електрифікація та автоматизація сільського господарства. Науково — виробничий журнал. — 2005. — № 4(13). — С. 61 — 66.
9. Вплив електростатичного поля високої напруги та іскрового розряду на оптичний коефіцієнт пропускання водопровідної води / О. М. Берека, Л. С. Червінський, Ю. М. Чикін, С. М. Усенко // Електрифікація та автоматизація сільського господарства. Науково — виробничий журнал. — 2005. — № 3(12). — С. 62 — 68.
10. Берека О. Н. Оптические электротехнологии / О. М. Берека, Л. С. Червінський // Сохранение окружающей среды — важнейшая проблема современности. — Орал. Казахстан, 2005. — Ч. 1 — С. 29 — 31.
11. Берека О. М. Дослідження напруженості електричного поля початкової іонізації в залежності від вологості насіння / О. М. Берека // Електрифікація та автоматизація сільського господарства. Науково–виробничий журнал. — 2007. — № 2(21). — С. 21 — 24.
12. Берека О. М. Електросинтез озону в насіннєвій масі / О. М. Берека // Праці Таврійського державного агротехнічного університету. — 2008. — Т. 5, Вип.8. — С. 37 — 43.
13. Берека О. М. Обробка насіння сільськогосподарських культур в сильних електричних полях / О. М. Берека // Збірник наукових праць Уманського аграрного університету. — 2008. — Ч.1, Вип. 69. — С. 34 — 40.
14. Берека О. М. Регулятор напруги в установці для обробки зернової маси в сильних електричних полях / Берека О. М., Усенко С. М., Науменко О. В. // Науковий вісник Національного університету біоресурсів і природокористування України. Вип. 161. — К.: НУБіП України, 2011. — с. 23-26.
15. Берека О. М. Знешкодження в сильних електричних полях комах-шкідників зерна / Берека О. М., Науменко О. В. // Motrol. Motorization and power industry in agriculture. Volume 13D. — Lublin: 2011. — c. 291—295.
16. Берека О. М. Дослідження швидкості потоку зернової маси в камері обробки при гравітаційному витіканні / О. М. Берека, О. В. Науменко // Праці Таврійського державного агротехнологічного університету: наукове фахове видання / ТДАТУ. — Мелітополь: ТДАТУ, 2013. — Вип. 13, т.4. — с. 65-70.
17. Берека О. М. Дослідження швидкості потоку зернової маси в камері обробки при вібраційному витіканні / О. М. Берека, О. В. Науменко // Науковий вісник Національного університету біоресурсів і природокористування України. Серія «Техніка та енергетика АПК». — К.: ВЦ НУБіП України, 2013. — Вип. 184, ч. 2 — с. 44-50.
18. Берека О. Н. Влияние сильного электрического поля на истечение зерна из камеры обработки / О. Н. Берека, А. В. Науменко // Вестник ВИЭСХ. — Москва: ГНУ ВИЭСХ Россельхозакадемии, 2013. — № 4 (13). — с. 3-7.
19. Берека О. М. Рух зернової маси в камері обробки під дією сильного електричного поля / О. М. Берека, О. В. Науменко // Енергетика і автоматика. Електронне наукове фахове видання. / НУБіП України, 2014. — № 1 (19). — с. 3 — 14.
20. Берека О. М. Установка для знешкодження комах-шкідників зерна у сильному електричному полі / О. М. Берека, О. В. Науменко // Науковий вісник Національного університету біоресурсів і природокористування України. Серія «Техніка та енергетика АПК». — К.: ВЦ НУБіП України, 2014. — Вип. 194, ч. 3. — с. 185—192.
21. Берека О. Н. Дезинсекция зерновой массы в сильном электрическом поле / О. Н. Берека, А. В. Науменко // Инновации в сельськом хозяйстве. Москва: ГНУ ВИЭХ Россельхозакадемии, 2014. — № 4(9). — с. 133—138.

#### Патенти
1. Пат. 17150 Україна, МПК А, G 1/44. Безтрансформаторний обмежувач напруги змінного струму / Герасименко Г. С., Кучін В. Д., Жулай Є. Л., Берека О.М; заявник і патентовласник Національний аграрний університет. — № 96072641; заяв. 03.07.1996; опубл. 18.03.1997.
2. Пат. 4490 Україна, МПК 7 Н02М7/10. Помножувач напруги // Борщ Г. М., Салата М. П., Берека О. М.; заявник і патентовласник Національний аграрний університет. — № 20040503743; заяв. 19.05.2004; опубл. 17.01.2005, Бюл. № 1.
3. Пат. 51719 Україна, МПК А 01 К31/00, G05F1/44. Пристрій для регулювання світлового режиму в пташниках// Берека О. М., Жулай Є. Л.; заявник і патентовласник Національний аграрний університет. — № 99021126; заяв. 26.02.1999; опубл. 16.12.2002. Бюл. № 12.
4. Пат. 77281 Україна, МПК А23L 3/32, A01F 25/00. Спосіб обробки продукції при зберіганні і пристрій для його здійснення / Берека О. М., Червінський Л. С., Салата М. П.; заявник і патентовласник Національний аграрний університет. — № 20041008542; заяв. 20.10.2004; опубл. 15.11.2006, Бюл. № 11.
5. Пат. 66585 Україна, МПК 7 G05F1/44. Пристрій для керування режимами роботи термоелектричного холодильника / Берека О. М., Салата М. П., Червінський Л. С.; заявник і патентовласник Національний аграрний університет. — № 2003077150; заяв. 29.07.2003; опубл. 17.05.2004, Бюл. № 5.
6. Пат. 78856 Україна, МПК G05F1/44. Пристрій для керування режимами роботи термоелектричного холодильника / Берека О. М., Червінський Л. С., Салата М. П.; заявник і патентовласник Національний аграрний університет. — № 200503506; заяв. 14.04.2005; опубл. 25.04.2007. Бюл. № 5.
7. Пат. 80722 Україна, МПК А23С 3/00, A23L 3/32, C02F 1/48. Спосіб електричної обробки рідин і рідких продуктів та пристрій для його здійснення / Берека О. М., Червінський Л. С., Салата М. П., Борщ Г. М.; заявник і патентовласник Національний аграрний університет. — № а200503599; заяв. 18.04.2005; опубл. 25.10.2007, Бюл. № 17.
8. Пат. 80879 Україна, МПК А 01 С 1/00. Спосіб передпосівної обробки насіння ячменю в електричному полі / Берека О. М., Червінський Л. С., Салата М. П.; заявник і патентовласник Національний аграрний університет. — № а200510835; заяв. 15.11.2005; опубл. 12.11.2007, Бюл. № 18.
9. Пат. 84978 Україна, МПК А 01 С 1/00. Пристрій для обробки продукції при зберіганні / Берека О. М., Червінський Л. С., Салата М. П., Усенко С. М.; заявник і патентовласник Національний аграрний університет. — № а200703860; заяв. 06.04.2007; опубл. 10.12.2008, Бюл. № 23.
10. Берека О. М. Пристрій для знешкодження комах-шкідників зерна у сильному електричному полі / О. М. Берека, О. В. Науменко // Патент на винахід № 105984 Україна, МПК A23L 3/32 (2006.01), A01F 25/14 (2006.01). Заявник і патентовласник НУБіПУ. — № а201303445; заяв. 20.03.2013; опубл. 10.07.2014, Бюл. № 13 — 4 с.

#### Монографії, підручники, автореферати, дисертації
1. Берека О. М. Сильні електричні поля в зерновій галузі рослинництва: монографія / О. М. Берека. — К.: Видавничий центр НУБіП України, 2011—400 с.
2. Іноземцев Г. Б. Електротехнології обробки сільськогосподарської продукції: [монографія] / Г. Б. Іноземцев, О. М. Берека, О. В. Окушко. — К. : Аграр Медіа Груп, 2013. — 290 c. — Бібліогр.: с. 282—290 — укр.
3. Берека О. М. Знезаражуюча обробка зерна в електричному полі високої напруженості: монографія / О. М. Берека, С. М. Усенко; Нац. ун-т біоресурсів і природокористування України. — Київ: Компринт, 2014. — 190 c. — Бібліогр.: с. 176—190 — укр.
4. Берека О. М. Обгрунтування енергозберігаючого світлового режиму та засобів керування освітлювальними установками в пташнику: Автореф. дис… канд. техн. наук: 05.09.16 / О. М. Берека ; Нац. аграр. ун-т. — К., 2001. — 18 с. — укр.
5. Берека О. М. Обробка насіння сільськогосподарських культур в електричному полі високої напруги: автореф. дис. … д-ра техн. наук : 05.09.03 / О. М. Берека ; Нац. ун-т біоресурсів та природокористування України. — К., 2010. — 33 с. — укр.
6. Берека О. М. Обгрунтування енергозберігаючого світлового режиму та засобів керування освітлювальними установками в пташнику [Текст]: дис… канд. техн. наук: 05.09.16 / Берека Олег Миколайович ; Національний аграрний ун-т. — К., 2001. — 170 арк. — арк.120-131.
7. Берека О. М. Обробка насіння сільськогосподарських культур в електричному полі високої напруги [Текст]: дис. … д-ра техн. наук : 05.09.03 / Берека Олег Миколайович ; Нац. ун-т біоресурсів і природокористування України. — К., 2010. — 420 арк. : рис. — Бібліогр.: арк. 379—420

## Робота в проектно-конструкторському бюро
З 2004 по 2010 рр. очолював проектно-конструкторське бюро університету. За одним із проектів бюро побудовано навчальний корпус кафедри бджільництва Національного університету біоресурсів і природокористування України.

## Робота в НДІ
З 2011 р. по 2014 р. Олег Миколайович Берека очолював НДІ електроенергетичних систем. Ним забезпечено впровадження у виробництво декількох зразків електротехнічних і електротехнологічних засобів, реконструйовано приміщення «Центру з обслуговування та ремонту електрообладнання» в Агрономічній дослідній станції, впроваджено декілька систем електроживлення з поновлюваними джерелами енергії в університеті.